# كريس ويلزي
كريس ويلزي (بالإنجليزية: Chris Welsh)‏ هو لاعب كرة قاعدة أمريكي، ولد في 14 أبريل 1955 في ويلمنغتون في الولايات المتحدة.

## وصلات خارجية
- كريس ويلزي على موقع دوري كرة القاعدة الرئيسي (الإنجليزية)
- كريس ويلزي على موقعبيزبول رفرنس.كوم (الدوري الرئيسي) (الإنجليزية)
- كريس ويلزي على موقعبيزبول رفرنس.كوم (الدوري الثانوي) (الإنجليزية)
- كريس ويلزي على موقع إي إس بي إن.كوم (أم.أل.بي) (الإنجليزية)
- كريس ويلزي على موقع مشجعي الرسوم البيانية (الإنجليزية)